# Denkpsychologie
Die Denkpsychologie ist eine ehemalige Richtung der Psychologie, die sich mit der wissenschaftlichen Erforschung des Denkens befasst. Damit ist nicht die Logik gemeint, sondern Gedanken als psychisches Erlebnis oder Vorgang. Heutzutage ist die Denkpsychologie keine eigenständige Disziplin der Psychologie mehr, sondern die Inhalte werden in der Allgemeinen Psychologie, speziell der Kognitionspsychologie, erforscht.
Die Denkpsychologie wird vor allem mit der Würzburger Schule in Verbindung gebracht. Ihr Ausgangspunkt war die Assoziationspsychologie, die Hermann Ebbinghaus vertrat. Gegenüber der Assoziation konnten andere Zusammenhänge zwischen einzelnen Gedanken (Inhalten) gefunden werden. 
Am Beginn des 20. Jahrhunderts leitete Oswald Külpe die Forschergruppe in Würzburg, daher Würzburger Schule. Sie und die Gestaltpsychologie waren die Schulen, die eine elaborierte Denkpsychologie entwickelten. Hierzu zählen drei Hauptgebiete:
1. das Problemlösen,
2. das logische Schließen,
3. die Begriffsbildung.

Auch das induktive Denken wird von der Denkpsychologie untersucht. Problematisch war an den Methoden, dass sie oft auf Selbstbeobachtung setzten. Eine wichtige Frage ist, ob auch Tiere denken können. Ferner, in welchem Ausmaß die Anschauung dem Denken zugrunde liegt.
Bedeutende Vertreter der Denkpsychologie sind u. a. Oswald Külpe, Karl Duncker, Narziß Ach, Wilhelm Wundt, Karl Bühler und Max Wertheimer. In den USA wurde sie trotz der Auswanderung von Bühler und Wertheimer durch den dominanten Behaviorismus nicht stark rezipiert. Die Wiederbegründung erfolgte erst in den 1950er Jahren als Kognitionspsychologie.

## Methoden der wissenschaftlichen Erforschung
- Introspektion
- Lautes Denken
- Operationalisierungsaufgaben (z. B. Türme von Hanoi)